# اجتياح بيت حانون (2004)
اجتياح بيت حانون ويُسمّيها الاحتلال الإسرائيلي عملية الدرع الأمامي هي عملية اجتياحٍ وغزو و‌حصارٍ لبيت حانون في شمال قطاع غزة من قبل الجيش الإسرائيلي والتي دامت لـ 37 يومًا كاملةً حيثُ بدأت في 29 حزيران/يونيو ولم تنتهِ إلى في الخامس من آب/أغسطس 2004. كان «الهدف المُعلن» هو منع الهجمات الصاروخية القاِدمة من غزة وذلك عقبَ مقتل مستوطنينِ في بلدة سديروت المُحتلّة في 28 حزيران/يونيو.

## خلفيّة
بدأَ جيش الاحتلال الإسرائيلي الإغارة على بيت حانون مُحاولًا اجتياحها في وقتٍ مبكرٍ من يوم 29 حزيران/يونيو 2004؛ حيثُ أطلقَ على العمليّة اسمَ «الدرع الأمامي»؛ وكان الهدف المعلن منها هو منع الهجمات الصاروخية المُستقبلية من غزة. لقد برّر قادة الجيش الإسرائيلي حينها هذا الهجوم وذلكَ في أعقاب مقتل مستوطنينِ اثنينِ من سكان بلدة سديروت المُحتلَّة في 28 حزيران/يونيو 2004 في هجومٍ صاورخيّ نفذه نشطاء في حركات المقاومة الفلسطينية المُسلَّحة. جاءت هذهِ العملية قبل الانسحاب الأحادي الجانب المخطط له من غزة؛ وسبقتِ العملية عمليةً أخرى سُمّيت عملية قوس قزح ثم تلتها معركة أيام الغضب.

## الاجتياح
بدأت الغارة على بيت حانون بعد منتصف ليلة 28 حزيران/يونيو 2004 وذلك عبرَ الهجوم المُباشر على مكاتب وسائل الإعلام المحلية والدولية؛ ومن طائرة هليكوبتر هجومية تمَّ إطلاق 4 صواريخ موجّهة على مكاتب عددٍ من القنوات من بينها بي بي سي، الجزيرة، سي إن إن، إيه آر دي و‌نادي الجيل. كان هذا هو الهجوم الإسرائيلي الثالث على وسائل الإعلام في غزة في أقل من شهرين؛ بينما برّر جيش الاحتلال الإسرائيلي عدوانه مُجددًا قائلًا: «لقد استهدفنا هيكلًا تستخدمهُ منظمة حماس «الإرهابية» في مدينة غزة ... المبنى كان عبارةً عن مركزِ اتصالات حافظ على اتصالٍ دائمٍ «بالإرهابيين» وكان يقومُ بتوزيع «مواد تحريضية» من حماس.» في المُقابل؛ قالت منظمة هيومن رايتس ووتش ومعها المركز الفلسطيني لحقوق الإنسان إن لدى الجيش الإسرائيلي نيةً واضحةً لإسكاتِ وسائل الإعلام الفلسطينية المحلية، بينما أرسلت لجنة حماية الصحفيين رسالةً إلى رئيس الوزراء أرييل شارون تُعرب فيها عن قلقها مما جرى من استهدافٍ للكوادر الإعلاميّة.
في حوالي الساعة الخامسة صباحًا من يوم 29 حزيران/يونيو نشرَ الجيش الإسرائيلي قواته حول بيت حانون في شمال شرق غزة؛ قبل أن يبدأ في مهاجمة بيت حانون والمناطق المجاورة باستخدام الدبابات والمروحيات. تسبَّبت العملية في تدميرٍ واسع النطاق للممتلكات والبنية التحتية. بحلول الثالث من آب/أغسطس؛ وسَّع الجيش الإسرائيلي العملية غربًا بالدبابات وغيرها من العربات المدرعة. طوال فترة 37 يومًا؛ حُظر التنقل من وخارج المدينة ثمّ أعاد جيش الاحتلال انتشاره في الساعة الأولى من صباح الخامس من آب/أغسطس.

## الخسائر

### الخسائر الماديّة
خلَّف الجيش الإسرائيلي أضرارًا جسيمة على مستوى المنطقة؛ وذلك بعد محاولته اجتياج بيت حانون بالدبابان والجرافات ما تسبَّبَ في تدمير تدمير 70 منزلاً لمدنيين عُزَّل، فيما أبلغَ موقع الميزان عن تدميرِ 33 منزلاً تدميرًا بالكامل. تسبَّبَ الغزو أيضًا في تدميرِ المصانع وورش العمل؛ كما دَمَّر جيش الاحتلال الإسرائيلي عددًا من المدارس والمرافق الصحّة وغيرها من المرافق العامة ورياض الأطفال والمساجد ومضخات الصرف الصحي ومراكز الأمن. لقد تعرّضت البنية التحتية للمدينة لضررٍ واسع النطاق حيثُ تضررت شبكات المياه والكهرباء والصرف الصحي وشبكات الطرق بالإضافةِ إلى تدميرِ ستة عشر بئرًا.
كانَ تجريفُ الأراضي الزراعية بواسطة الجرافات والدبابات التابعة لالجيش الإسرائيلي أحد المكونات الرئيسية لعملية الدرع الأمامي حيثُ تمَّ تدمير العديدِ من البساتين تدميرًا كاملًا. بالإضافة إلى ذلك؛ تم تدمير 6 مزارع للماشية وَهدم وتدمير حوالي 2600-4000 دونم من الأراضي الزراعية.

### الخسائر البشريّة
قُتل خلال الغارة 19 أو 20 فلسطينيًا بينهم 6 أطفال.

## انتهاك القانون الدولي
وفقًا للمركز الفلسطيني لحقوق الإنسان فإنَّ الجيش الإسرائيلي مسؤولٌ عن الأضرار واسعة النطاق التي لحقت بالمدينة كما أنه المسؤول عن تدميرِ المنازل والبنية التحتية فضلًا عن عرقلةِ تقديم المساعدة الطبية بشكل منهجي ما تسبَّب في وفاة عددٍ منَ الفلسطينيين نتيجةً لذلك. لقد وثَّق المركز الفلسطيني هجمات مباشِرة للجيشِ الإسرائيلي على سيارات الإسعاف والعيادات والمراكز والأطقم الطبية فيما تعرّض العاملون في القطاع الصحيّ للهجوم أو للتهديد بالاعتقال أو القتل.
قالَ موقع الميزان إنَّ الجيش الإسرائيلي قد احتلَّ 36 منزلاً وقاموا باحتجاز السكانِ بشكل منهجي داخل إحدى غرف المنزل كرهائن بل تمّ استخدامهم كدروع بشرية. حسبَ موقع الميزان أيضًا؛ فإنَّ الاجتياح وَالحصار شكَّل عقابًا لجميع السكان؛ واصفًا إيّاه بأنه خرقٌ للقانون الإنساني الدولي وخاصة اتفاقية جنيف الرابعة لعام 1949، كما ندَّد الموقع بالهجمات الإسرائيلية على الصحافة التي تُمثل هي الأخرى خرقًا للقانون الإنساني الدولي.